# Morlaix
Morlaix är en kommun i departementet Finistère i regionen Bretagne i västra Frankrike. Kommunen ligger i kantonen Morlaix som tillhör arrondissementet Morlaix. År 2022 hade Morlaix 15 220 invånare.

## Befolkningsutveckling
Antalet invånare i kommunen Morlaix
Referens:INSEE